# Homoki nőszirom
A homoki nőszirom (Iris humilis) a nősziromfélék családjának névadó nemzetségébe tartozó, Magyarországon is honos évelő növényfaj.

## Származása, elterjedése
Mészkedvelő, homokpuszták, homoki rétek és legelők, homoki tölgyesek, dolomitsziklagyepek, sziklafüves lejtők, erdőspusztagyepek virága. Védett. Magyarországon többek közt a Gödöllői-dombság, valamint a Kisalföld területén él.

## Jellemzői
A gyöktörzse a föld alatt terjeszkedik. 
Alacsony termetű nősziromfaj, az egy-két virágú szár mindössze 6–12 cm magas.
Szürkészöld levelei kard alakúak, 2–8 mm szélesek. A virág halvány-vagy élénksárga, torka kékes. Külső (széthajló) lepelcimpái középtájon szőrösek (un. szakállas nőszirom)
A lepel csöve csak kissé hosszabb, mint a magház. Április közepétől májusig virágzik.
Termése kihegyezett tok.

## Képek

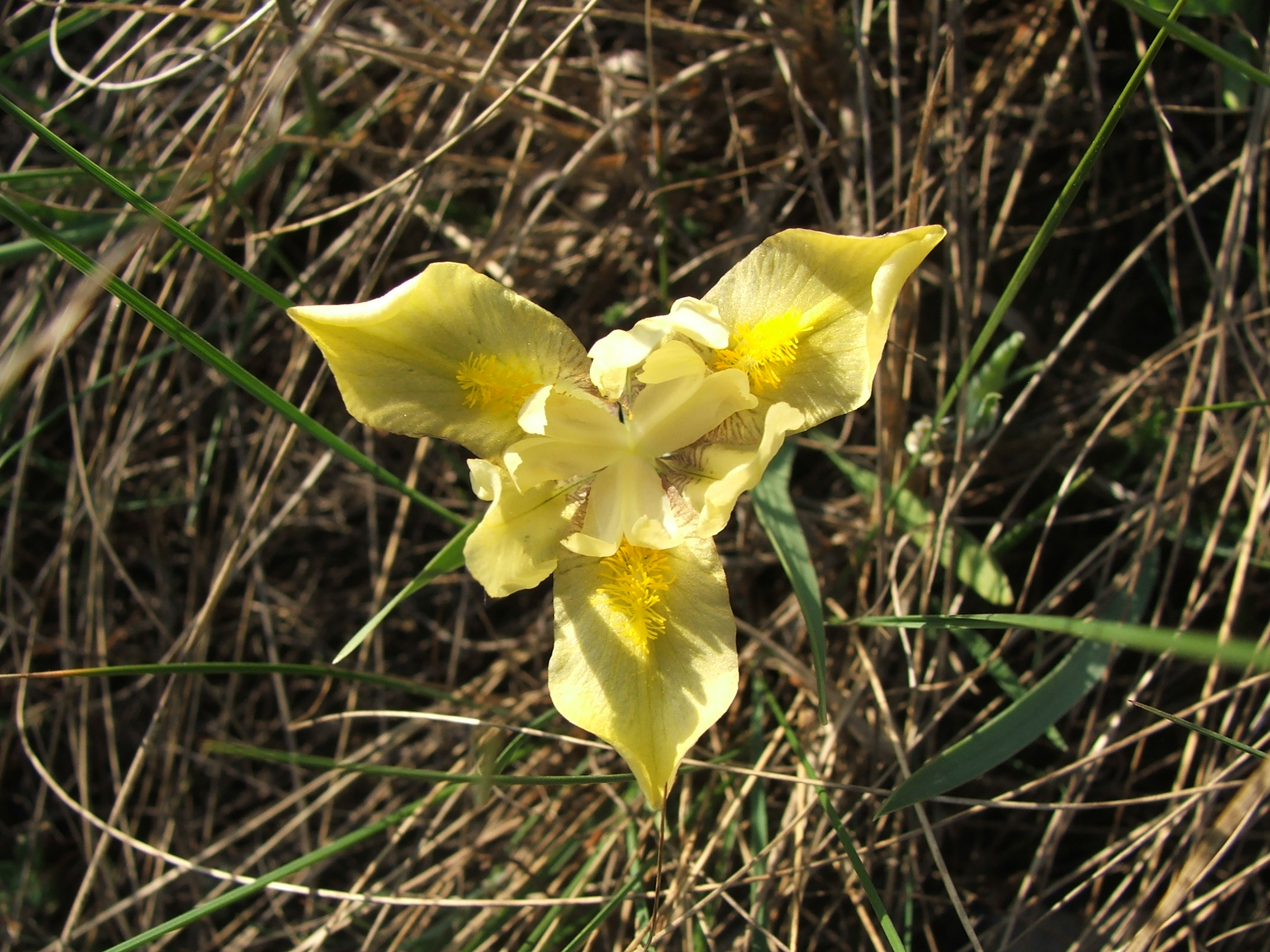
Homoki nőszirom virága
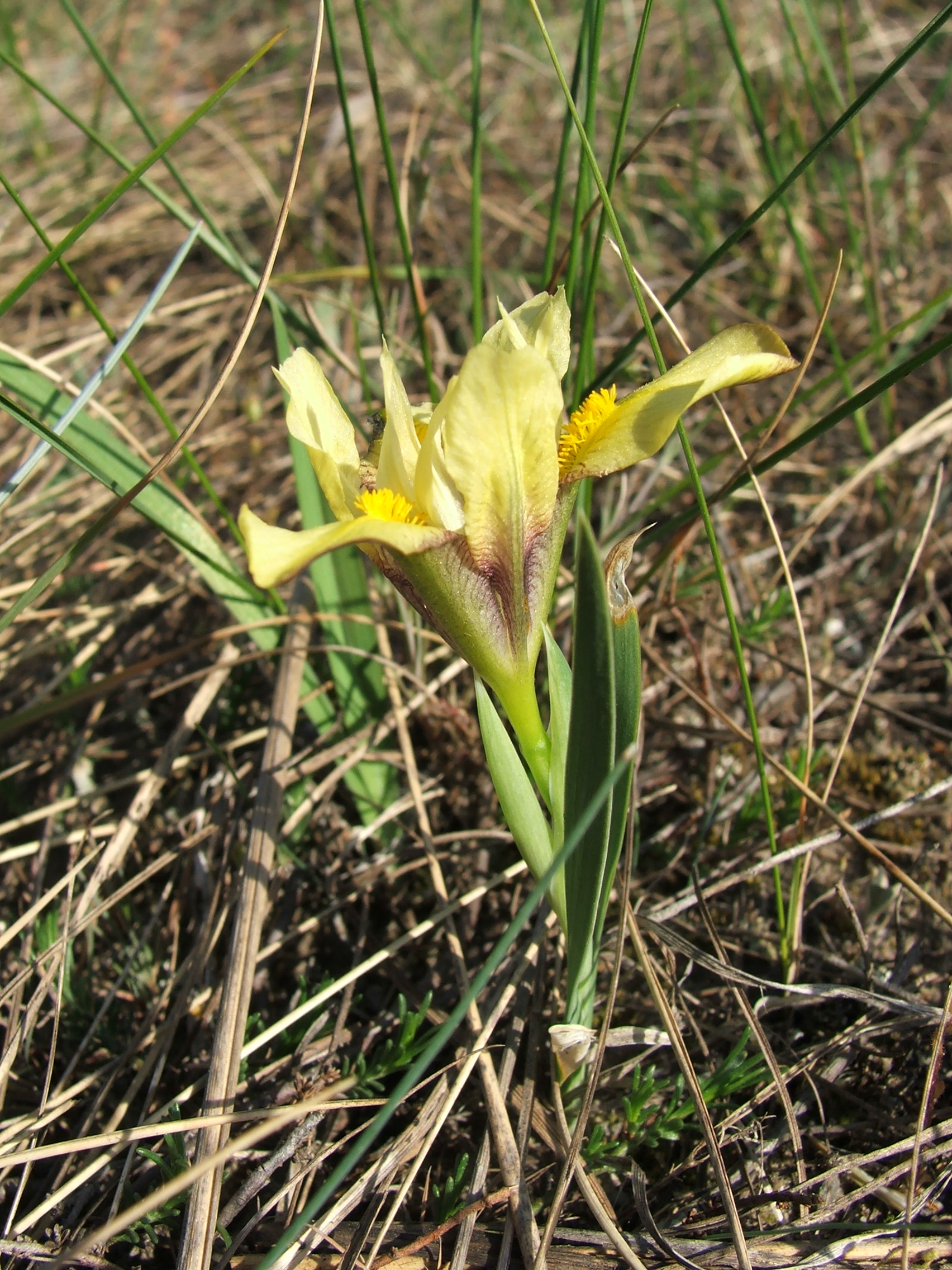

## Megjegyzés
Egyes virágai egyetlen nap alatt elnyílnak. Gyakorlatilag már jellegzetes, vékony leveleiről is felismerhető. Egyedül az apró nőszirom Iris pumila) sárga virágú egyedeivel téveszthető össze, de ott a levél szélesebb, a szár alacsonyabb, a lepel csöve többszörösen hosszabb a magháznál. Azonos élőhelyen az apró nőszirom korábban nyílik.